# Smilacicola
Smilacicola är ett släkte av insekter. Smilacicola ingår i familjen pansarsköldlöss.
Kladogram enligt Catalogue of Life:
| Smilacicola | \| \| Smilacicola apicalis \| \| \| \| \| \| Smilacicola crenatus \| \| \| \| \| \| Smilacicola heimi \| \| \| \| |
|             | \| \| Smilacicola apicalis \| \| \| \| \| \| Smilacicola crenatus \| \| \| \| \| \| Smilacicola heimi \| \| \| \| |
|             | Smilacicola apicalis                                                                                              |
|             | |
|             | Smilacicola crenatus                                                                                              |
|             | |
|             | Smilacicola heimi                                                                                                 |
|             | |